# Drosophila parasignata
Drosophila parasignata är en tvåvingeart som beskrevs av Takada, Momma och Hiroshi Shima 1973. Drosophila parasignata ingår i släktet Drosophila och familjen daggflugor.
Artens utbredningsområde är Borneo.